# الانتخابات في الإمارات العربية المتحدة
الانتخابات في الإمارات العربية المتحدة هي انتخابات تجري كل أربع سنوات ويتم فيها اختيار أعضاء المجلس الوطني الاتحادي (البرلمان)

## انتخابات 2006
قد تم تدشين المرحلة الأولى من البرنامج في عام 2006م من خلال إجراء التجربة الأولى لانتخاب نصف عدد أعضاء المجلس الوطني الاتحادي عن طريق هيئات انتخابية تشكل في كل إمارة، وذلك تنفيذا لقرار المجلس الأعلى للاتحاد رقم (4) لسنة 2006م في شأن طريقة اختيار ممثلي الإمارات في المجلس الوطني الاتحادي، وما تبعه من صدور قرار رئيس الدولة رقم (4) لسنة 2006 في شأن طريقة اختيار ممثلي الإمارات في المجلس الوطني الاتحادي، والذي جعل الحد الأدنى لعدد أعضاء الهيئة الانتخابية في كل إمارة بما يعادل (مائة) مضاعف عدد ممثلي الإمارة في المجلس الوطني الاتحادي. حيث بلغ عدد أعضاء الهيئات الانتخابية (6595) عضوا

## انتخابات 2011
جاءت التجربة الثانية لانتخاب نصف عدد أعضاء المجلس الوطني الاتحادي 2011م، والتي اكتسبت أهمية خاصة تفوق سابقتها من ناحية توسيع نطاق المشاركة السياسية للمواطنين. حيث تم تعديل قرار المجلس الأعلى للاتحاد رقم (4) لسنة 2006م، كما تم تعديل قرار رئيس الدولة رقم (3) لسنة 2006 المشار إليهما بحيث أصبح الحد الأدنى لعدد أعضاء الهيئات الانتخابية لا يقل عن (ثلاثمائة) مضاعف عدد ممثلي كل إمارة في المجلس الوطني الاتحادي دون وجود سقف أعلى لعدد أعضاء هذه الهيئات في كل إمارة. حيث بلغ عدد أعضاء الهيئات الانتخابية (135,308) مائة وخمسة وثلاثين ألف وثلاثمائة وثمان أعضاء. مما أتاح الفرصة لشريحة كبيرة من المواطنين لاختيار ممثليهم في المجلس الوطني الاتحادي في ظل ظروف قد تم تهيئتها بشكل يتناسب مع وزن الحدث في حياتنا السياسية، مع توفير كافة الضمانات التي تكفل إجراء الانتخابات بالشكل الواجب، الأمر الذي يعكس مدى إيمان القيادة السياسية الرشيدة بأهمية العنصر البشري المؤهل والقادر على تحمل مسؤوليته في جميع مجالات العمل الوطني بما يحقق صالح الوطن والمواطنين